# Rajd Krakowski 1984
Rajd Krakowski 1984 – 9. edycja Rajdu Krakowskiego. Był to rajd samochodowy rozgrywany od 1 do 3 czerwca 1984 roku. Była to druga runda Rajdowych Samochodowych Mistrzostw Polski w roku 1984. Został rozegrany na nawierzchni asfaltowej. Zwycięzcą został Marian Bublewicz.

## Wyniki końcowe rajdu[1][2]
| Miejsce | Kierowca           | Pilot                  | Samochód               | Czas    | Strata | Grupa Klasa |
| ------- | ------------------ | ---------------------- | ---------------------- | ------- | ------ | ----------- |
| 1       | Marian Bublewicz   | Ryszard Żyszkowski     | FSO Polonez 2000 Turbo | 1:44:22 | -      | B+1600      |
| 2       | Wiktor Polak       | Małgorzata Bajorska    | Talbot Sunbeam TI      | 1:45:23 | +1:01  | A+1300      |
| 3       | Andrzej Koper      | Jacek Lewandowski      | Renault 5 Alpine       | 1:47:29 | +3:06  | B-1600      |
| 4       | Adam Polak         | Mieczysław Sieczkowski | FSO Polonez 2000       | 1:48:26 | +4:03  | B+1600      |
| 5       | Andrzej Bagiński   | Wojciech Rutkiewicz    | Renault 5 Alpine       | 1:50:19 | +5:56  | B-1600      |
| 6       | Mirosław Krachulec | Marek Kusiak           | Ford Escort RS 2000    | 1:51:02 | +6:39  | B+1600      |
| 7       | Paweł Przybylski   | Dariusz Olesiński      | FSO 1600 A             |         |        | A-FSO       |
| 8       | Ryszard Adamek     | Jerzy Stopa            | FSO 1600 A             |         |        | A-FSO       |
| 9       | Mariusz Kostrzak   | Witold Bogdański       | Lada VAZ 2103 MTX      |         |        | B-1600      |
| 10      | Andrzej Witkowicz  | Marek Oziębło          | Ford Escort RS1600i    |         |        | A+1300      |